# Stazione di Montespino
La stazione di Montespino (in sloveno Dornberk) è una fermata ferroviaria posta sulla linea Jesenice-Trieste (Transalpina). Serve il centro abitato di Montespino, frazione del comune di Nova Gorica.

## Storia
La fermata venne attivata molti anni dopo dall'apertura della linea Jesenice-Trieste avvenuta nel 1906.
Dal 1991 appartiene alla rete slovena (Slovenske železnice).